# Scott Neal
Scott Neal (* 10. Juni 1978 in Islington, London) ist ein britischer Schauspieler.

## Karriere
1989 trat er der Anna Scher Theatre-Schule in London bei, wo er Schauspielunterricht nahm. Er hatte sein Debüt 1991 in der TV-Serie The Listening auf Channel 4. Danach folgten mehrere kleine Rollen in anderen Fernsehserien wie Bramwell (ITV 1), Prime Suspect (ITV 1) und London’s Burning (ITV 1). In Deutschland wurde er durch seine Rolle als Steven (Ste) Pearce in dem preisgekrönten Coming-out-Film Beautiful Thing aus dem Jahr 1996 bekannt.
In seiner Heimat tritt er seitdem in Serien und Fernsehfilmen auf, die in Deutschland aber bisher nicht gezeigt wurden. Zwischen 1997 und 1999 spielte er bei der britischen Polizeiserie The Bill (ITV 1) den jungen Polizeibeamten Luke Ashton. Nach der 37. Folge, die am 22. August 2002 ausgestrahlt wurde und in der der erste Kuss zwischen Luke Ashton und Craig Gilmore zu sehen war, gingen bei ITV 1 300 Beschwerden ein. Es war das erste Mal, dass im britischen Fernsehen ein Kuss zwischen zwei Männern in Uniform ausgestrahlt wurde. Dreimal trat er zwischen 2008 und 2012 in der TV-Serie Emmerdale (ITV 1) als Anwalt auf. Im November 2010 war er bei Hollyoaks (Channel 4) in Rolle des Innenarchitekten Alphonse zu sehen.
Im Theater war er in den Stücken Yours Fondly, Zekk Baxter und im Musical Last Song of the Nightingale zu sehen.

## Persönliches
Scott Neal lebt in einer Beziehung mit dem britischen Medienschaffenden und Geschäftsmann Philip Bourchier O’Ferrall.

## Filmografie
- 1991: The Listening (Fernsehserie)
- 1995: Heißer Verdacht – Der Duft des Todes (Prime Suspect: The Scent of Darkness, Fernsehfilm)
- 1995: Bramwell (Fernseh-Miniserie, 1 Folge)
- 1995: The Smiths (Fernsehfilm)
- 1995–2001: London’s Burning (Fernsehserie, 6 Folgen)
- 1995–2003: The Bill (Fernsehserie, 126 Folgen)
- 1996: Beautiful Thing
- 1997: The Knock (Fernsehserie, 1 Folge)
- 2002: The Wonderland Experience
- 2006: Tug of War (Kurzfilm)
- 2007: Would Like to Meet (Kurzfilm)
- 2008–2012: Emmerdale (Fernsehserie, 3 Folgen)
- 2010: Hollyoaks (Fernsehserie, 6 Folgen)
- 2011: We Need to Talk About Kieran
- 2012: Crime Stories (Fernsehserie, 1 Folge)
- 2015: EastEnders (Fernsehserie, 4 Folgen)
- 2017: Casualty (Fernsehserie, 1 Folge)